# Finlands damlandslag i basket
Finlands damlandslag i basket representerar Finland i basketboll för damer. Laget gjorde sitt första Europamästerskap 1952 och har deltagit i sammanlagt fem EM-turneringar. Finland har aldrig kvalat in till någon VM-turnering eller OS-turnering.